# Villa Ingavi
Villa Ingavi es una localidad de Bolivia, ubicada en la región del Chaco al sur del país. Administrativamente se encuentra en el municipio de Yacuiba de la provincia del Gran Chaco en el departamento de Tarija.
Villa Ingavi se encuentra a una altitud de 565 m s. n. m. en la confluencia del río Tatarenda en el río Caiza, que fluye a través de la Quebrada Yuquirenda y la Quebrada Sanja Honda hasta el río Pilcomayo. Un puente sobre el río Caiza a un kilómetro al oeste de Villa Ingavi ha abierto las áreas de asentamiento entre la Serranía del Aguaragüe y los humedales del río Pilcomayo desde hace varios años.

## Demografía
La población del pueblo se ha mantenido casi constante durante la última década:
| Año  | Habitantes | fuente |
| ---- | ---------- | ------ |
| 1992 | -          | Censo  |
| 2001 | 188        | Censo  |
| 2012 | 175        | censo  |